# Ferdinand Maria, Tuyển hầu xứ Bayern

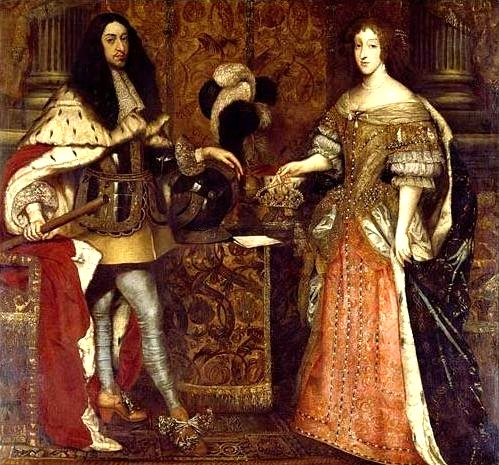
Tuyển hầu Ferdinand Maria và vợ Henriette Adelaide, tranh của Sebastiano Bombelli (1666)

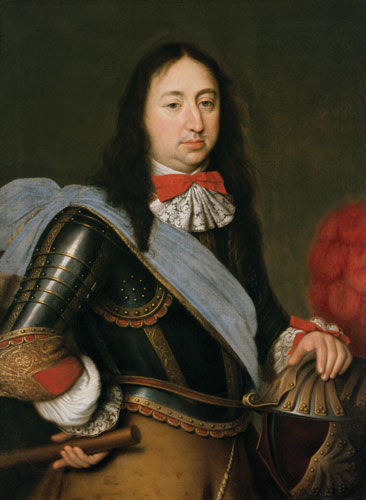
Tuyển hầu Ferdinand Maria, tranh của Paul Mignard, 1674

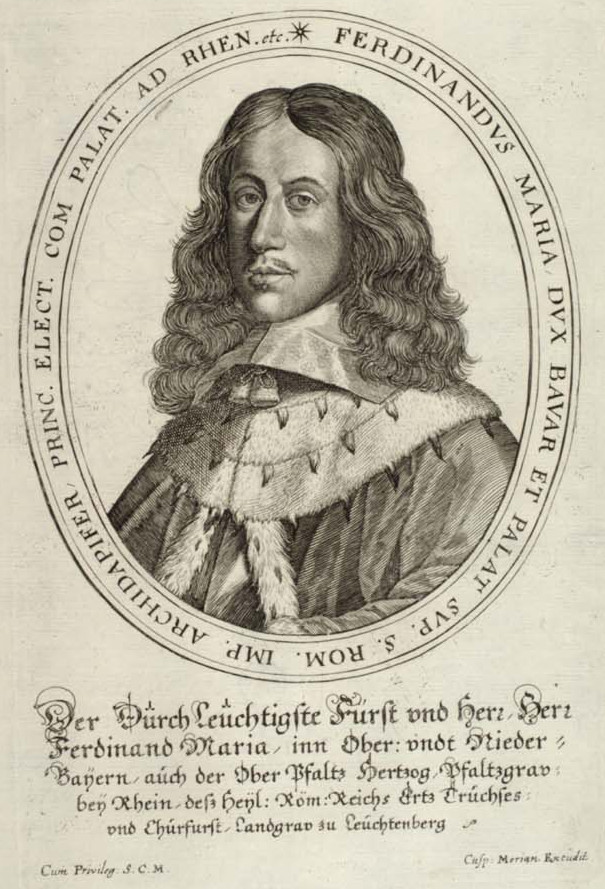
Ferdinand Maria năm 1658

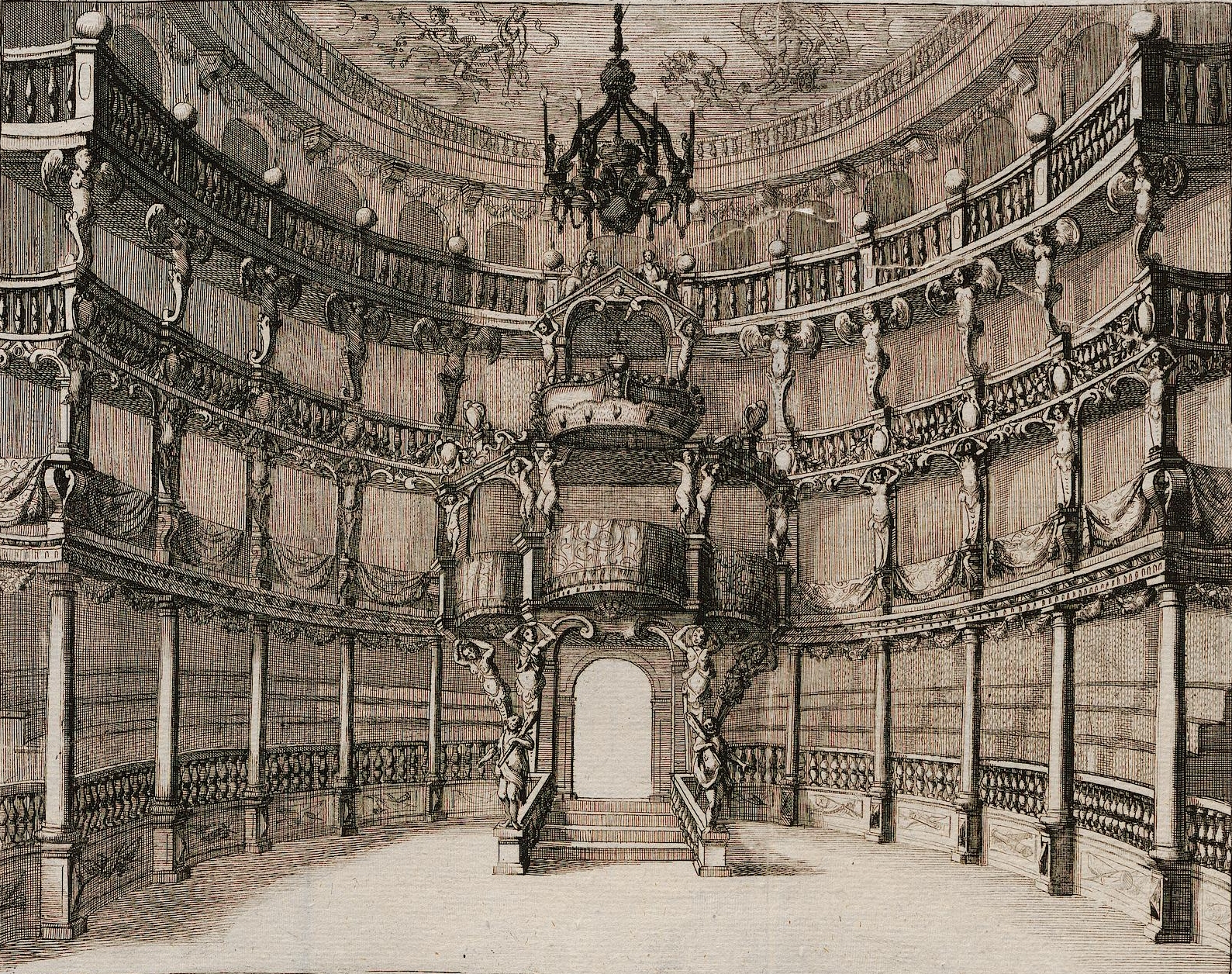
Nhà hát Opera tại Salvatorplatz

Ferdinand Maria, Tuyển hầu xứ Bayern, được gọi là Người yêu chuộng hòa bình (sinh ngày 31 tháng 10 năm 1636 tại München, † ngày 26 tháng 5 năm 1679 tại Schleissheim) là Tuyển hầu xứ Bayern trong Đế quốc La Mã Thần thánh từ năm 1651 cho đến khi ông qua đời. Chính phủ của ông được xác định bằng việc tái thiết đất nước sau sự tàn phá của Chiến tranh Ba mươi năm và bởi chính sách trung lập giữa nhà Habsburg và Pháp. Thời của Ferdinand Maria và người vợ Savoyard về mặt văn hóa đánh dấu sự xuất hiện của kiến trúc Baroque Ý ở Bayern. Nhà thờ dòng Theatine (München) và nhà hát opera đầu tiên của thành phố cũng như Lâu đài Nymphenburg là do từ Ferdinand Maria.